# Wohnhaus Fritz Henkel
Das Wohnhaus Fritz Henkel befand sich in der Heinestraße 11 (seit 1963 Cantadorstraße) in Düsseldorf.

## Geschichte
Das Gebäude war der Wohnsitz von Friedrich Karl Henkel („Fritz senior“).:S. 83 In den Düsseldorfer Adressbüchern ist für die Jahre 1883, 1884, 1885, 1890, 1897, 1899 und 1900 die Heinestraße 11 als Wohnung des Henkel-Firmengründers belegt.
Im Zweiten Weltkrieg wurde die Heinestraße komplett zerstört. Seit 1959 befindet sich dort die Hauptkirche der Apostolischen Gemeinschaft.

## Architektur
Das Haus wurde nach Entwürfen der Architekten Jacobs & Wehling erweitert.:S. 383f Der Düsseldorfer Architekten und Ingenieurverein würdigte die Fassadengestaltung und die Grundrisslösung. Im Hochparterre befanden sich Empfangs-, Wohn- und Esszimmer sowie Küche und Veranda mit Oberlicht.:S. 376

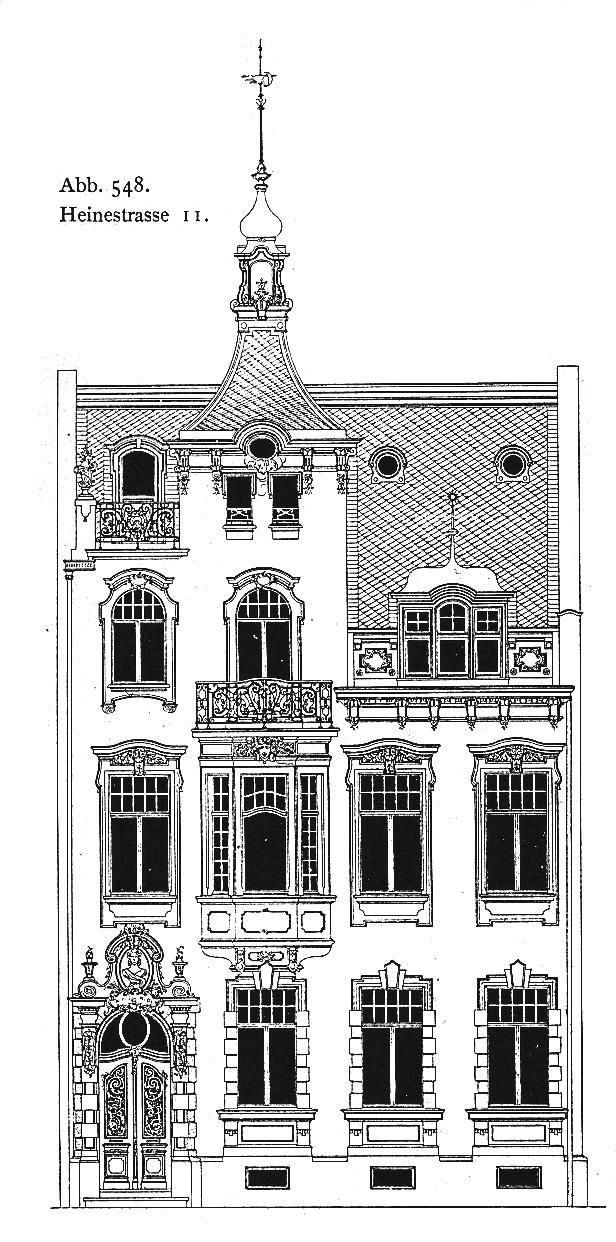
Aufriss Frontfassade
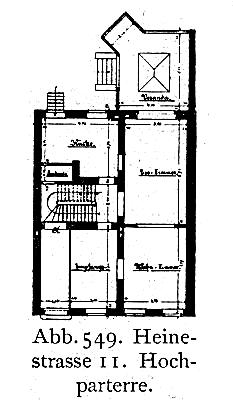
Grundriss Hochparterre

## Nutzung durch Fritz Henkel

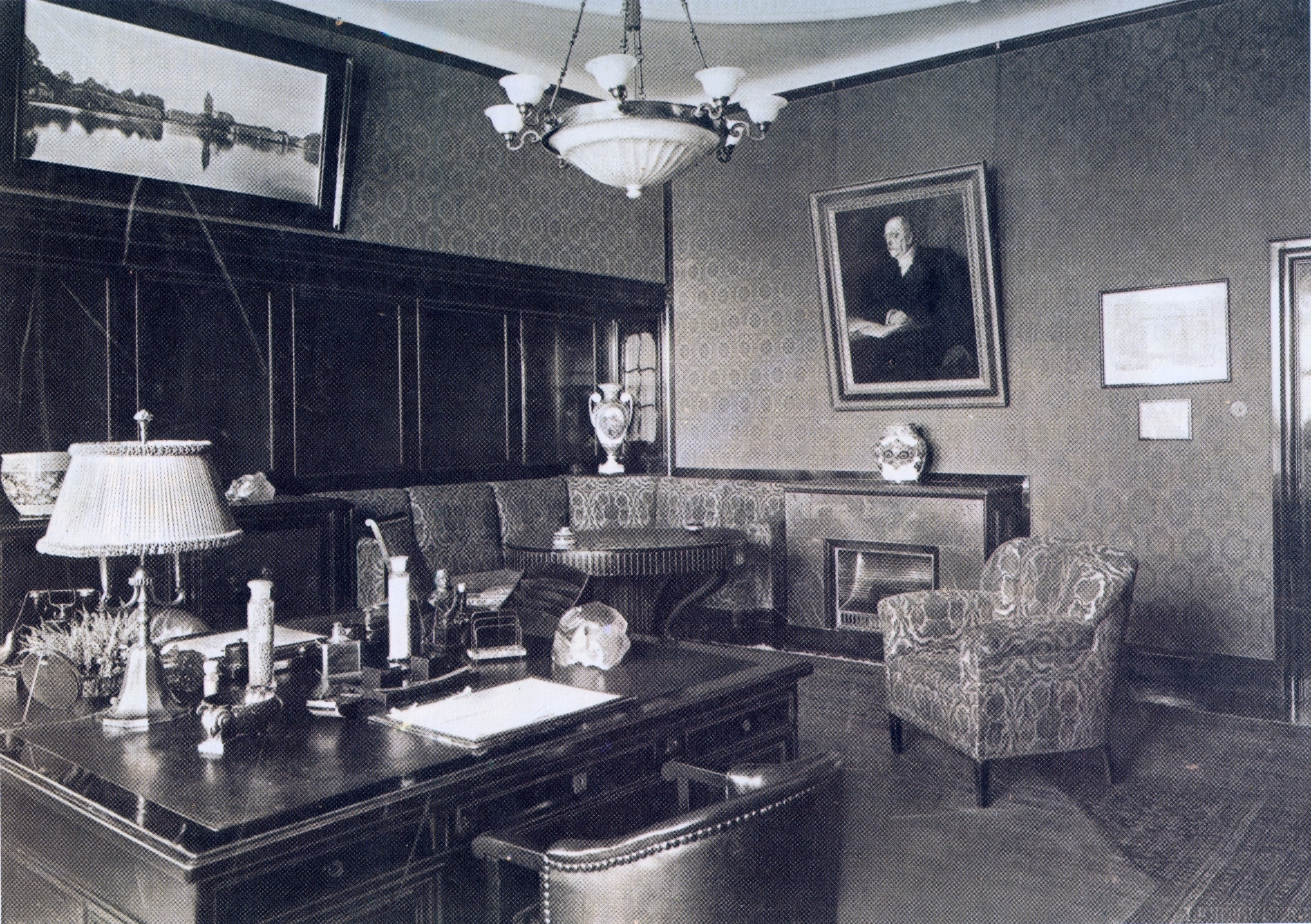
Arbeitszimmer Fritz Henkels

Das Arbeitszimmer Fritz Henkels war „solide und gediegen“. Die Bewunderung Henkels für den Reichskanzler der Kaiserzeit kam bei der Auswahl des Wandschmucks zum Ausdruck::S. 72

„Das Arbeitszimmer des Firmengründers entsprach in Ausstattung der Arbeitsweise Fritz Henkels: solide und gediegen. Den Wandschmuck bildete ein Porträt des von ihm bewunderten Kanzlers Bismarck.“

Das Haus war auch Zentrum der Geselligkeit, an dem sich der Firmengründer mit Arbeitskollegen und Stammtischfreunden traf::S. 83

„Einer der ältesten Mitarbeiter des Werksgründers war der Prokurist Peter Schifferdecker, ein Mann mit Humor und ein Freund der Geselligkeit. Er hat manche Flasche Wein im Haus Heinestraße Nr. 11, dem Wohnsitz des ‚Alten Herrn‘, gemeinsam mit ihm und den Stammtischfreunden geleert.“